# Masanori Umeda
Masanori Umeda (梅田正徳, né en 1941 à Kanagawa au Japon) est un designer japonais connu pour sa participation au mouvement Memphis.

## Biographie
Masanori Umeda est diplômé de l'école de design de Kuwasawa en 1962. De 1970 à 1979, il travaille chez Olivetti en tant que consultant. Ensuite il entre dans le groupe de designer Memphis, mouvement aux idées proches de l'Antidesign.

## Travaux de design remarquables
- Ring de boxe Tawaraya (1981)
- Bibliothèque Ginza (1982)
- Vase Orinoco (1983)
- Chaise Gestuen (1990)
- Chaise Rose (1991)
- Chaise Orchid (1991)